# 黃德慧
黃德慧（Bonnie Wong Tak-Wei，1972年9月—），生於香港，香港傳媒及電影製片人，历任香港藝術發展局（電影及媒體藝術）副主席、香港演藝界內地發展協會對外事務顧問、「無綫電視暨職藝員愛心基金」主席及「電視廣播有限公司」企業傳訊部助理總經理。

## 背景
生於香港，擁工商管理碩士。1993年，黃德慧加入衛星電視(即現時)/Channel V 擔任副編導。2016年，黃德慧加入耀盛影業，擔任製片人及執行監製一職。2000年，出任Muse’s Network Limited董事及製作人。2001年到2022年期間，黃德慧出任香港電影金像獎協會外事及宣傳顧問。2016年至2023年期間，黃德慧被委任為香港電影發展局專責委員和基金批核委員，負責審核電影融資和電影計劃工作。2016年，黃德慧出任香港演藝界內地發展協進會對外事務顧問。2018年9月3日與當時行政長官林鄭月娥、商務及經濟發展局局長邱騰華及民政事務局副局長陳積志等會面。會議內提出多項促進香港演藝界把握粵港澳大灣區機遇的建議和訴求。
2021年11月2日，黃德慧加入無綫電視，負責改進傳統節目宣傳管理、網絡平台發展、上市公司的企業行為規範，及大型企業傳送項目。2023年，黃德慧被委任為香港藝術發展局委員及其電影及媒體藝術組別副主席。2022年，黃德慧擔任「無綫電視暨即藝員愛心基金」主席。2023年3月，黃德慧被委任為香港藝術發展局委員。2024年1月1日，黃德慧晉升為電視廣播有限公司助理總經理（企業傳訊），專注跨媒體平台發展
相關新聞
2024年12月15日, 無綫主席許濤率領港姐藝人送暖 派1500福袋予有需要人士 無綫電視暨職藝員愛心基金（「愛心基金」）連續12年舉辦「冬至送暖」活動。今年，電視廣播有限公司行政主席許濤JP；助理總經理（企業傳訊）、無綫電視暨職藝員愛心基金主席黃德慧；將軍澳警區指揮官麥文禹總警司； 香港紀律部隊義工服務隊主席麥錦輝率領應屆香港小姐倪樂琳、楊梓瑤、王汛文以及一眾《愛．回家之開心速遞》藝員，包括滕麗名、林淑敏、湯盈盈、莊思明、單立文及張景淳前往將軍澳寶林邨及沙田水泉澳邨派發福袋及探訪獨居長者、兩老家庭及基層家庭。
2025年3月2日, TVB x 少年警訊慈善開年籃球友誼賽圓滿舉行 許家傑劉穎鏇齊封MVP．活動當日，多位重量級嘉賓蒞臨現場，包括警務處處長蕭澤頤、TVB愛心基金主席、無綫電視助理總經理（企業傳訊）黃德慧．
2025年4月11日, TVB愛心基金為香港弱勢群體帶來溫暖 . 活動期間舉行了支票移交儀式。在儀式中,連炎輝親自將支票呈交給TVB愛心基金,由胡繼修,BBS(修哥)代為領受。儀式由TVB愛心基金主席黃德慧,以及基金董事與委員(包括曾勵珍、何麗全、黃淑明等)及TVB藝人代表一同見證。

## 社會職務
| 年份      | 機構                   | 職銜                     |
| --------- | ---------------------- | ------------------------ |
| 2016-2023 | 香港電影金像獎協會     | 媒體與宣傳顧問           |
|           | 香港演藝界內地發展協會 | 對外事務顧問             |
| 2023 -    | 香港藝術發展局委員     | 委員                     |
| 2024 -    | 香港藝術發展局         | （電影及媒體藝術）副主席 |